# هومبيرتو فرنانديز موران
هومبيرتو فرنانديز موران (بالإسبانية: Humberto Fernández Morán)‏ هو مخترِع وفيزيائي وطبيب وسياسي فنزويلي، ولد في 18 فبراير 1924 في فنزويلا، وتوفي في 17 مارس 1999 في السويد.